# فصال عظمي مربعي سنعي
الفُصال العظمي المربعي السنعي، المعروف أيضًا باسم هشاشة العظام عند قاعدة الإبهام أو الفصال الجذري، هو مرض مفصلي يصيب المفصل الرسغي السنعي الأول (CMC1). يتكون هذا المفصل من عظم المربع وأول عظم مشط الإبهام. من الشائع إصابة هذا المفصل بهشاشة العظام بسبب عدم استقراره النسبي. تحدث هشاشة العظام السنعية الرسغية للإبهام عندما يتآكل الغضروف المبطّن لأسطح المفصل، مما يؤدي إلى تلف المفصل.
الشكوى الرئيسية للمرضى هي الألم. يحدث الألم في قاعدة الإبهام عند تحريكه، وقد يستمر الألم حتى أثناء الراحة في النهاية. تشمل الأعراض الأخرى التيبس والتورم وفقدان قوة الإبهام. خيارات العلاج هي العلاجات التحفظية والجراحية.

## العلامات والأعراض
العَرَض الأساسي والأكثر شيوعًا عند المرضى الذين يعانون من التهاب المفاصل الروماتويدي في الإبهام هو الألم. يتركز الألم في قاعدة الإبهام بشكل أساسي عند تحريك الإبهام أو عند الضغط عليه. وقد يستمر وجود الألم في المراحل المتقدمة حتى أثناء الراحة. من الأعراض الأخرى البارزة فقدان قوة الإبهام. يكافح المرضى للإمساك بشيء أو حمله بسبب ضعف الإبهام. فمثلًا تزداد صعوبة ربط عقدة أو إمساك وعاء.
إذا عانى المرضى من أعراض مماثلة، يجب التفكير بمتلازمة دي كورفان والتهاب المفاصل الروماتويدي أو اعتلال أوتار العضلة المثنية الكعبرية والمثنية الطويلة كسبب محتمل.
يمكن ملاحظة العلامات النموذجية للمرض قبل فحص اليد. فمثلًا، قد تتورم المنطقة القريبة من قاعدة الإبهام وتبدو ملتهبة. قد يصاب المريض في المراحل المتقدمة من الفصال العظمي المربعي الرسغي من تشوه في الإبهام. يتميز هذا التشوه، الذي يُطلق عليه أيضًا التشوه «المتعرج» بانحراف بروز الرانفة باتجاه منتصف اليد، بينما تنبسط السلاميات الإبهامية بشكل مفرط. يمكن أيضًا سماع صوت الطحن، المعروف باسم «الفرقعة المفصلية»، عند تحريك المفصل السنعي السلامي الأول للإبهام.

## الأسباب
الفُصال العظمي المربعي السنعي للإبهام هو مرض تنكسي في المفاصل. على الرغم من أن السبب الدقيق ما يزال غير واضح، لكن يوجد إجماع عام بين الباحثين حول بعض الآليات التي تؤدي إلى المرض.
يُعتقد أن تراخي الأربطة المحيطة بالمفصل هو السبب الرئيسي للفصال العظمي المربعي السنعي. خاصة أن التراخي في الرباط الأكثر أهمية، وهو الرباط المنقاري الراحي، سيؤدي إلى عدم استقرار المفصل. يؤدي عدم الاستقرار هذا إلى اختلال محاذاة عظام المفاصل، والتي ستحتك بعضها ببعض. نتيجة لذلك، يتآكل الغضروف الذي يغطي السطوح المفصلية. تتهيج الأغشية الزليليّة ويحدث التهاب الغشاء المفصلي. في النهاية، تتعرض الأسطح العارية لعظام المفاصل لبعضها البعض. تقل الفجوة بين عظام المفصل، حتى تصل إلى مرحلة لا يكاد يوجد أي غضروف متبقي.
كرد فعل لهذه العملية، تتكاثف عظام المفصل على السطح، مما يؤدي إلى تصلب تحت الغضروف، وتنتج تشكلات عظمية تسمى «نابتات عظمية» على هوامش المفصل.
في المراحل المتقدمة من المرض، يؤدي اختلال محاذاة عظام المفصل إلى إجبار الأوتار المتصلة بالإبهام لقاعدته بالانحراف والانبساط الكعبري ولسلاميات الإبهام في فرط الانبساط. ونتيجة لذلك، يصبح التشوه «المتعرج» مرئيًا.
تعتبر القوى الكبيرة، التي يجب على المفصل السنعي الرسغي تحملها سببًا آخر للإصابة بالفصال العظمي المربعي السنعي. يستخدم الإنسان الإبهام باستمرار أثناء الأنشطة اليدوية اليومية، مثل الإمساك والقرص. القوى الناتجة عن هذه الحركات لها تأثير كبير على المفصل السنعي الرسغي الأول، مما يجعل المفصل أكثر حساسية للتآكل والتمزق.

### عوامل الخطر
العديد من عوامل الخطر للإصابة الفصال العظمي للمفصل المربعي السنعي للإبهام معروفة. لا تسبب عوامل الخطر هذه الإصابة بالمرض في حد ذاته، ولكنها تعمل كعامل مؤهب يؤثر على المفصل بطريقة ما. تشمل عوامل الخطر: الجنس الأنثوي، السمنة، العمل اليدوي الشاق المتكرر، الاستعداد العائلي والتغيرات الهرمونية، مثل انقطاع الطمث.